# 국경 없는 기자회

국경 없는 기자회(프랑스어: Reporters sans frontières, 영어: Reporters Without Borders)는 언론의 자유를 증진할 목적으로 1985년 프랑스의 전 라디오 기자 로베르 메나르에 의해 파리에서 조직된 국제적인 비정부 기구이다. 줄여서 RSF라고도 하며, RSF는 국제표현자유교류 소속 단체이며 전 세계에서 언론 자유 증진 및 언론 상황 감시 활동 등을 펼치고 있다.

## 개요
세계에서 발생하는 구금 또는 살해된 저널리스트의 구출과 가족을 지원하며, 각 국의 미디어 규제의 움직임을 감시, 경고하는 것을 주된 활동으로 하고 있다. 2002년 이후, 《세계언론자유지수》(Worldwide press freedom index)를 매년 발표하고 있다.
국경 없는 기자회는 중화인민공화국 정부에 야후!와 구글에 대한 인터넷 검열 중단을 요청한 일이 있다. 2008년 4월에는 로베르 메나르 사무국장이 2008년 베이징 하계 올림픽의 성화 릴레이를 저지한 일로 화제가 되었다. 2008년 8월에는 개회식에 맞추어 파리의 중국 대사관 앞에서 시위를 계획했으나 허가가 나지 않자, 샹젤리제 거리로 실행을 옮기기도 했다. 또, 이 단체는 일본의 기자클럽 제도를 "배타적이고 보도의 자유를 저해하고 있다"라고 강하게 비판하고 있다.
2009년 6월 이란의 대통령 선거에 관해서, 마무드 아마디네자드 대통령의 진영에 의한 검열이나 보도 통제를 근거로 선거 결과를 승인하지 말 것을 각국에 호소하였다.

### 운영예산
전체 예산의 1%는 북미와 유럽의 각국 정부 및 조직으로부터 나오며, 사무국장 로베르 메나르에 의하면, 예산의 11%가 정치 원조이며(프랑스 정부, 유럽 안보 협력 기구, 유네스코, 프랑코포니 국제조직 등), 프랑스 정부로부터의 기부가 4.8%를 차지한다. 또 다양한 개인 기부를 받고 있으며, 소로스 재단, 자유 쿠바 센터 등이 포함된다. 또, 광고회사 사치 앤드 사치가 국경없는 기자단의 다양한 광고캠페인을 무료로 진행하고 있는 것으로 알려져 있다.
미국 정부가 설립한 〈전미민주주의기금〉과 〈자유쿠바센터〉의 지원을 받고 있다. 프랑스 지국 대표 다니엘 잘카는 이가 국경 없는 기자회의 중립성에 영향을 주지 않는다고 말한다.

## 언론 자유 지수
| 매우 심각한 상황 어려운 상황 뚜렷한 문제 | 납득되는 상황 좋은 상황 분류 안됨 / 자료 없음 |

2022년 언론 자유 지수
매우 심각한 상황
어려운 상황
뚜렷한 문제
납득되는 상황
좋은 상황
분류 안됨 / 자료 없음

2002년 이후 매년 14개의 단체와 130명의 특파원, 저널리스트, 조사원, 법률전문가, 인권활동가 등이 각 나라의 보도의 자유 수준을 평가하기 위해, 50문항의 질문에 회답하는 형식으로 지표가 작성된다. 그 지표를 바탕으로 발행된 리스트가 언론 자유 지수(Press Freedom Index)이다. 세계언론자유지수는 뚜렷한 기준없이 발표되는 언론사 사주들의 모임인 국제언론인협회(IPI)의 감시대당국 지정과는 달리 인권단체, 전문기자, 법률전문가들의 지원과 조사 문항에서 뚜렷한 기준을 가지며, 이 분야의 가장 권위적인 수치로 자리매김해 왔다.

## 같이 보기
- 언론 자유 지수
- 이코노미스트
  - 민주주의 지수
- 국제 투명성 기구
  - 부패 인식 지수

- 인터넷 검열
- 한국기자협회